# 岩崎直礼
岩崎 直礼（いわさき なおや、1840年〈天保11年10月27日〉- 1905年〈明治38年〉5月某日）は、江戸時代の武士（佐倉藩士）。
明治時代の官吏、判事。位階および勲等は従五位・勲五等。

## 経歴
天保11年10月27日、佐倉藩の物頭岩崎金十郎の嗣子として、武蔵国豊多摩郡下豊沢村にあった藩の下屋敷（後に渋谷町、現在の東京都渋谷区の日赤医療センター敷地内）に生まれた。
1862年または1863年（文久2年または3年とも）2月29日、同藩士の小島善右衛門（号は愛石）の長女濃子（弘化4年12月25日生於佐倉）と結婚する。1870年（明治3年）、藩の権大属に任命された。
同年から1898年（明治31年）の28年間、宮城控訴院の判事を務め、勤勉であった。1890年には山形県山形市光明寺町に住み、四女の寿衛が生まれた。
直礼は晩年、牛込区の邸で静養していたが、明治38年5月の妻濃子（1月17日没。釈名は仁譲院、享年58）の3周忌に病没した。享年69。仏教の宗派は日蓮宗で、戒名は泰潤院直禮日義居士。青山霊園に葬られた。